# Koffi Dan Kowa
Koffi Dan Kowa (* 19. September 1989 in Accra) ist ein nigrischer Fußballnationalspieler, der in Ghana geboren worden ist.

## Karriere
Dan Kowa begann seine Karriere 2004 beim nigrischen Verein Sahel SC. Dort spielte er bis 2010, danach wechselte er zum tunesischen Verein Espérance Sportive de Zarzis. Dort wurde er Stammspieler, wo er bis 2013 unter Vertrag stand. In seiner ersten Spielzeit bestritt er 21 Ligaspiele, wobei er nie ins Tor traf. In der darauffolgenden Saison 2011/12 absolvierte er, wie im Vorjahr, 21 Ligaspiele und schoss drei Mal ins Tor. Nach drei Spielzeiten beim Verein wechselte er zu den Bidvest Wits nach Südafrika. In der Saison 2013/14 absolvierte er zwölf Ligaspiele ohne Torerfolg.
Sein Debüt für die nigrische Auswahl gab er 2008. Seitdem bestritt er 58 Länderspiele und erzielte dabei drei Treffer.